# Йоганнес Роберт Рідберґ
Йоганнес Роберт Рідберґ (швед. Johannes (Janne) Robert Rydberg; нар. 8 листопада 1854, Гальмстад, Галланд, Швеція — пом. 28 грудня 1919, Лунд, Сконе, Швеція) — шведський фізик.

## Життєпис
Почав навчання в Лундському університеті в 1873 році і закінчив два роки по тому. Продовжив навчання і отримав докторський ступінь з математики в 1879 році, а з 1901 року став професором цього університету. Був іноземним членом Лондонського королівського товариства (1919). Фізичну константу, що використовується в його формулах, названо на його честь. Також збуджені атоми та молекули з великим значенням основного квантового числа n називають атомами чи молекулами Рідберґа.
Один з кратерів на Місяці, а також астероїд 10506 Ридберґ були названі на честь цього видатного фізика. Провів все своє наукове життя в рідному університеті міста Лунд. Був одружений з Лідією Рідберґ (швед. Lydia Rydberg) (1856—1925). Батько двох дітей. Похований на Північному кладовищі в місті Лунд.
Йоганнес Роберт Рідберґ, також відомий на батьківщині як Йанне Рідберґ, став відомим після відкриття своєї емпіричної формули, котра пояснює розподіл ліній в емісійних спектрах атомів і дає довжину хвилі електромагнітного випромінювання атома під час переходу зв'язаного електрона з одного енергетичного рівня атома на інший.